# Aeroporto de Vilnius
O Aeroporto de Vilnius (em lituano: Vilniaus oro uostas) (IATA: VNO, ICAO: EYVI) é um aeroporto internacional localizado na cidade de Vilnius, capital da Lituânia, sendo o principal do país, foi inaugurado em 1932, o aeroporto serve como hub principal da Small Planet Airlines.